# Bezirk Wasseramt

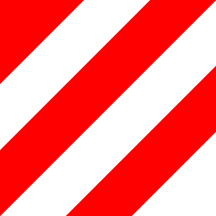
Fahne

Der Bezirk Wasseramt im Kanton Solothurn umfasst ehemalige Industriestandorte sowie ländlichere Gemeinden und gehört zur Amtei Bucheggberg-Wasseramt.

## Geschichte
Der Bezirk hiess lange Zeit offiziell Bezirk Kriegstetten. Das Gebiet entspricht der 1798 nach dem Einmarsch der französischen Revolutionstruppen in der Helvetik beseitigten Vogtei Kriegstetten. Nach 1830 hiess die Region Amtei Kriegstetten. Bis 1875 befanden sich die demokratischen Nachfolge-Institutionen der Landvogtei, das Oberamt und die Amtschreiberei, im Hauptort Kriegstetten. Danach wurde die heutige Amtei, die auch den Bezirk Bucheggberg umfasst, ins Leben gerufen. Der Bezirk Kriegstetten war damit nur noch Wahlkreis. Der Name konnte sich aber im allgemeinen Sprachgebrauch nicht durchsetzen und wurde 1981 auch amtlich durch den bis dahin umgangssprachlich, später inoffiziell verwendeten Namen Bezirk Wasseramt ersetzt. Diese Bezeichnung leitet sich von den zahlreichen Gewässern in dieser Gegend her.

## Bevölkerung
Die über dem Kantons-Durchschnitt liegende Bevölkerungsdichte ergab sich durch die Entwicklung grosser Ortschaften in der Ebene an der Emme, die starke Industrialisierung seit dem 19. Jahrhundert und die Lage von Autobahnzufahrten im Bezirk. Einzelne Gemeinden (v. a. Gerlafingen, Biberist, Derendingen und Zuchwil) weisen einen überdurchschnittlich hohen Ausländeranteil auf.

## Wappen
fünfmal schräglinks geteilt von Rot und Silber

## Seen und Flüsse
Während der Burgäschisee zum grösseren Teil im Bezirksgebiet, also im Kanton Solothurn, liegt, liegt der Inkwilersee zum grösseren Teil auf Berner Kantonsgebiet. Der Bezirk wird von der Emme durchflossen.

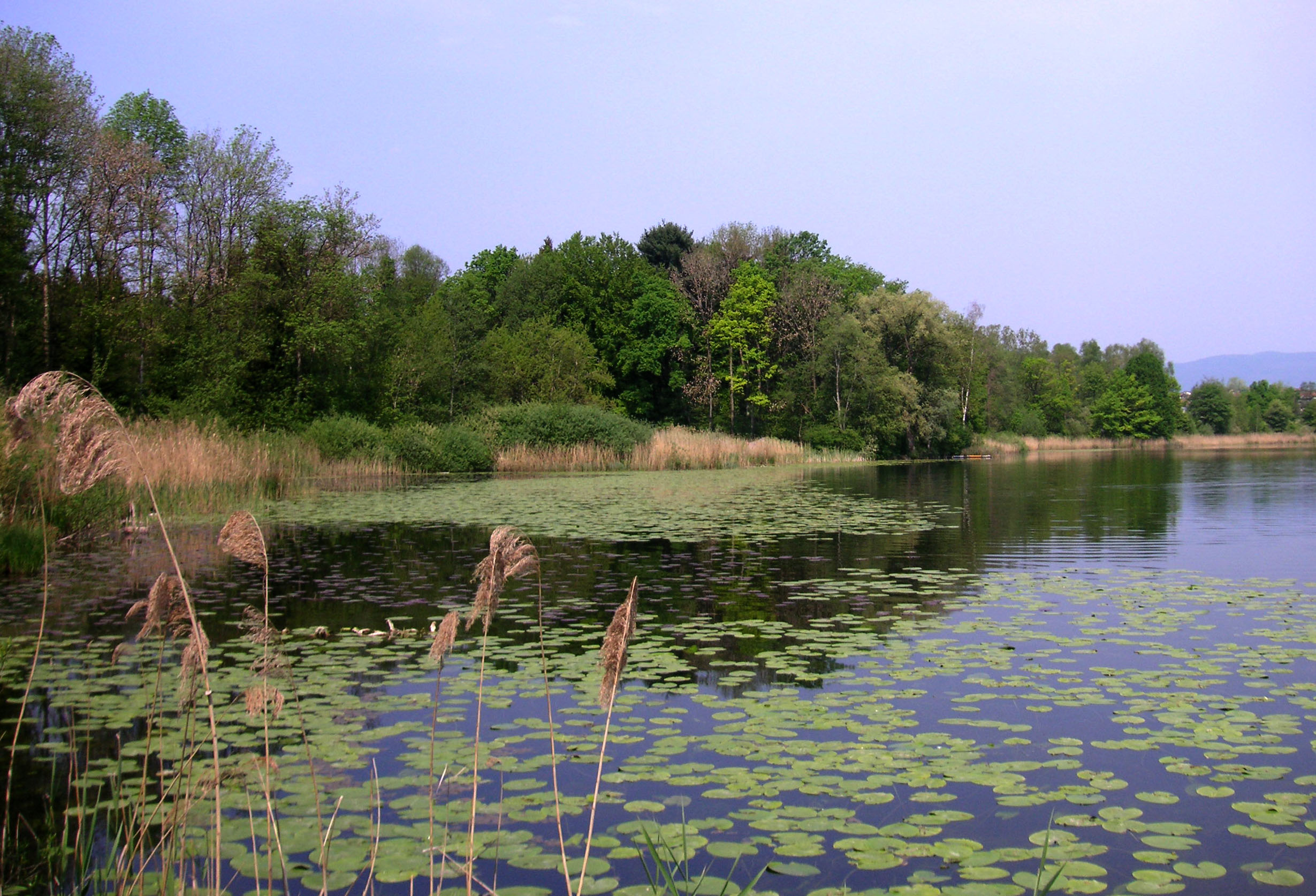
Burgäschisee
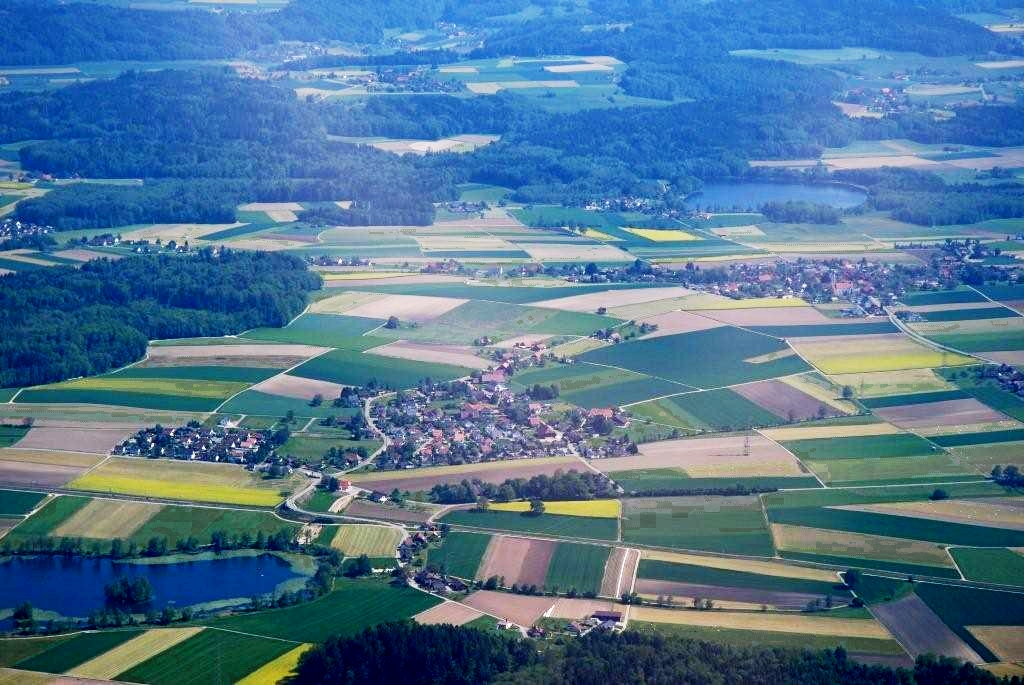
Inkwiler- + Burgäschisee
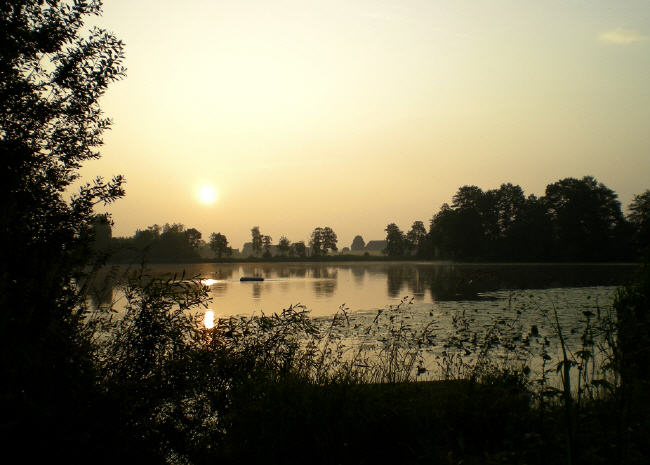
Inkwilersee

## Einwohnergemeinden
Gegenüber den anderen Bezirken des Kantons hat das Wasseramt mit 19 die höchste Anzahl Gemeinden. Hingegen ist er kantonal gesehen bei der Anzahl Einwohner auf zweitem und bezüglich der Bezirksfläche nur auf fünftem Rang, der insgesamt zehn Bezirken. 
Innerhalb des Bezirks weist Zuchwil die meisten Einwohner auf, Biberist erstreckt sich über die grösste Fläche und Gerlafingen hält die grösste Bevölkerungsdichte. Bei den tiefsten Werten fallen drei Punkte (Einwohneranzahl, Gemeindefläche und Bevölkerungsdichte) auf die Gemeinde Hüniken. Die jüngste Gemeinde ist Drei Höfe, welche 2013 aus einer Gemeindefusion entstanden ist.
Stand:1. Januar 2013
| Wappen          | Name der Gemeinde | Einwohner (31. Dezember 2023) | Fläche in km² | Einwohner pro km² |
| --------------- | ----------------- | ----------------------------- | ------------- | ----------------- |
| Aeschi SO       | Aeschi (SO)       | 1329                          | 5,48          | 243               |
| Biberist        | Biberist          | 9345                          | 12,25         | 763               |
| Bolken          | Bolken            | 593                           | 2,12          | 280               |
| Deitingen       | Deitingen         | 2340                          | 7,60          | 308               |
| Drei Höfe       | Drei Höfe         | 742                           | 4,57          | 162               |
| Derendingen     | Derendingen       | 7008                          | 5,62          | 1247              |
| Etziken         | Etziken           | 1070                          | 3,37          | 318               |
| Gerlafingen     | Gerlafingen       | 5794                          | 1,85          | 3132              |
| Halten          | Halten            | 854                           | 1,85          | 462               |
| Horriwil        | Horriwil          | 911                           | 2,64          | 345               |
| Hüniken         | Hüniken           | 160                           | 1,02          | 157               |
| Kriegstetten    | Kriegstetten      | 1427                          | 1,14          | 1252              |
| Lohn-Ammannsegg | Lohn-Ammannsegg   | 2976                          | 4,48          | 664               |
| Luterbach       | Luterbach         | 3640                          | 4,52          | 805               |
| Obergerlafingen | Obergerlafingen   | 1262                          | 1,51          | 836               |
| Oekingen        | Oekingen          | 868                           | 2,39          | 363               |
| Recherswil      | Recherswil        | 2180                          | 3,36          | 649               |
| Subingen        | Subingen          | 3285                          | 6,27          | 524               |
| Zuchwil         | Zuchwil           | 9452                          | 4,63          | 2041              |
| Total (19)      | Total (19)        | 55'236                        | 76,67         | 720               |

## Einteilung
Der Bezirk wird in Inneres, Mittleres und Äusseres Wasseramt eingeteilt. Diese Einteilung ist jedoch nicht offiziell und andere Personen würden sie vielleicht etwas anders vornehmen. Grundsätzlich liegt das Innere Wasseramt nicht im Zentrum des Wasseramts, sondern in der Nähe der Stadt Solothurn. Lohn-Ammannsegg ähnelt zwar den Gemeinden des mittleren Wasseramtes, liegt aber an einem ganz anderen Ort und ist eher vom Bucheggberg beeinflusst.
Inneres Wasseramt: Umfasst die industriell geprägten südlichen Vororte von Solothurn; dazu gehören Biberist, Derendingen, Gerlafingen, Lohn-Ammannsegg, Luterbach und Zuchwil.
Mittleres Wasseramt: Die Gemeinden Deitingen, Halten, Kriegstetten, Obergerlafingen, Oekingen, Recherswil und Subingen befinden sich in der Übergangszone zwischen Agglomeration und ländlichem Gebiet.
Äusseres Wasseramt: Die Gemeinden Aeschi, Bolken, Etziken, Heinrichswil-Winistorf, Hersiwil, Horriwil, Hüniken und Steinhof sind typische Landgemeinden.

## Veränderungen im Gemeindebestand

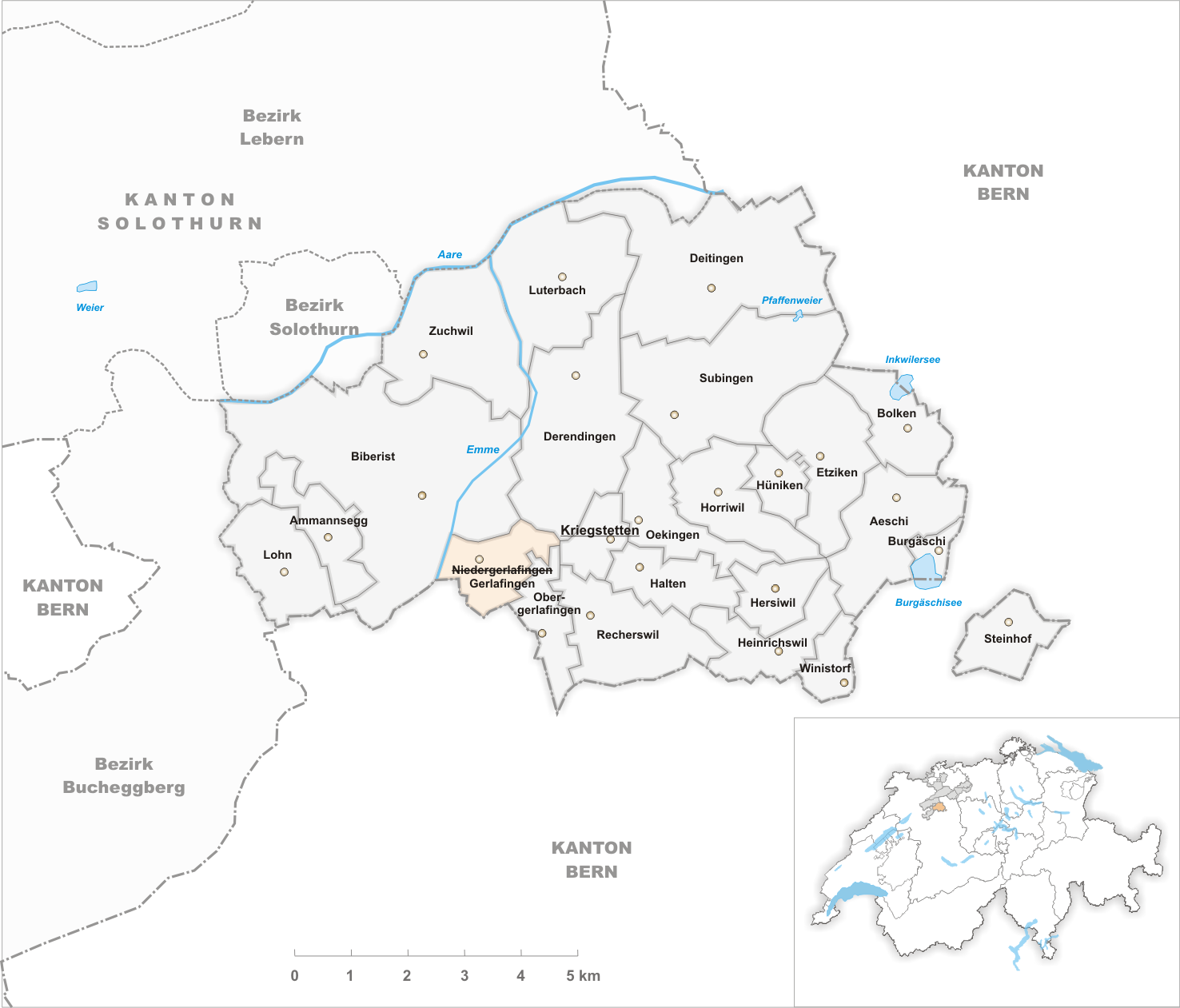
Gemeinden bis 1938
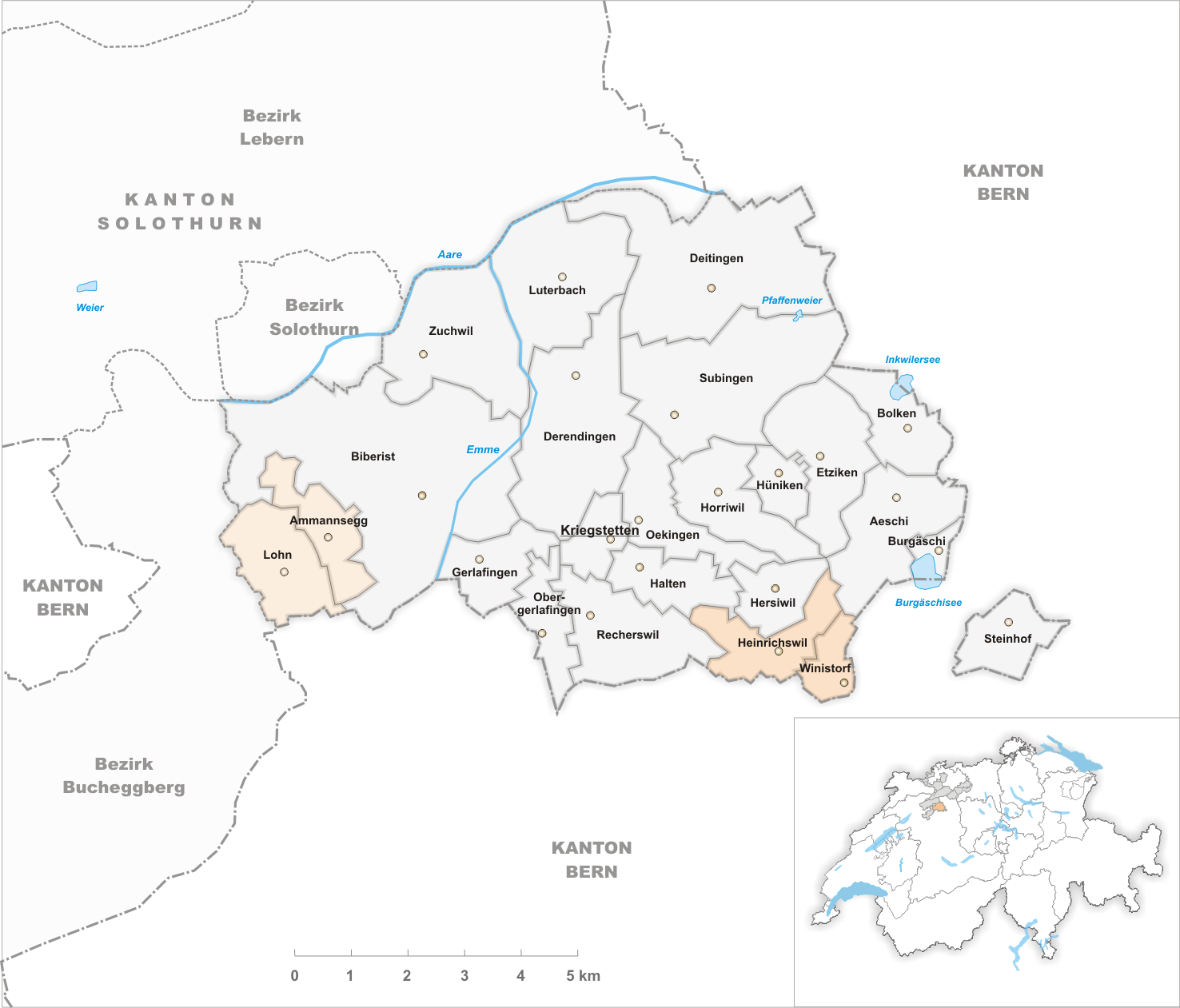
Gemeinden bis 1992
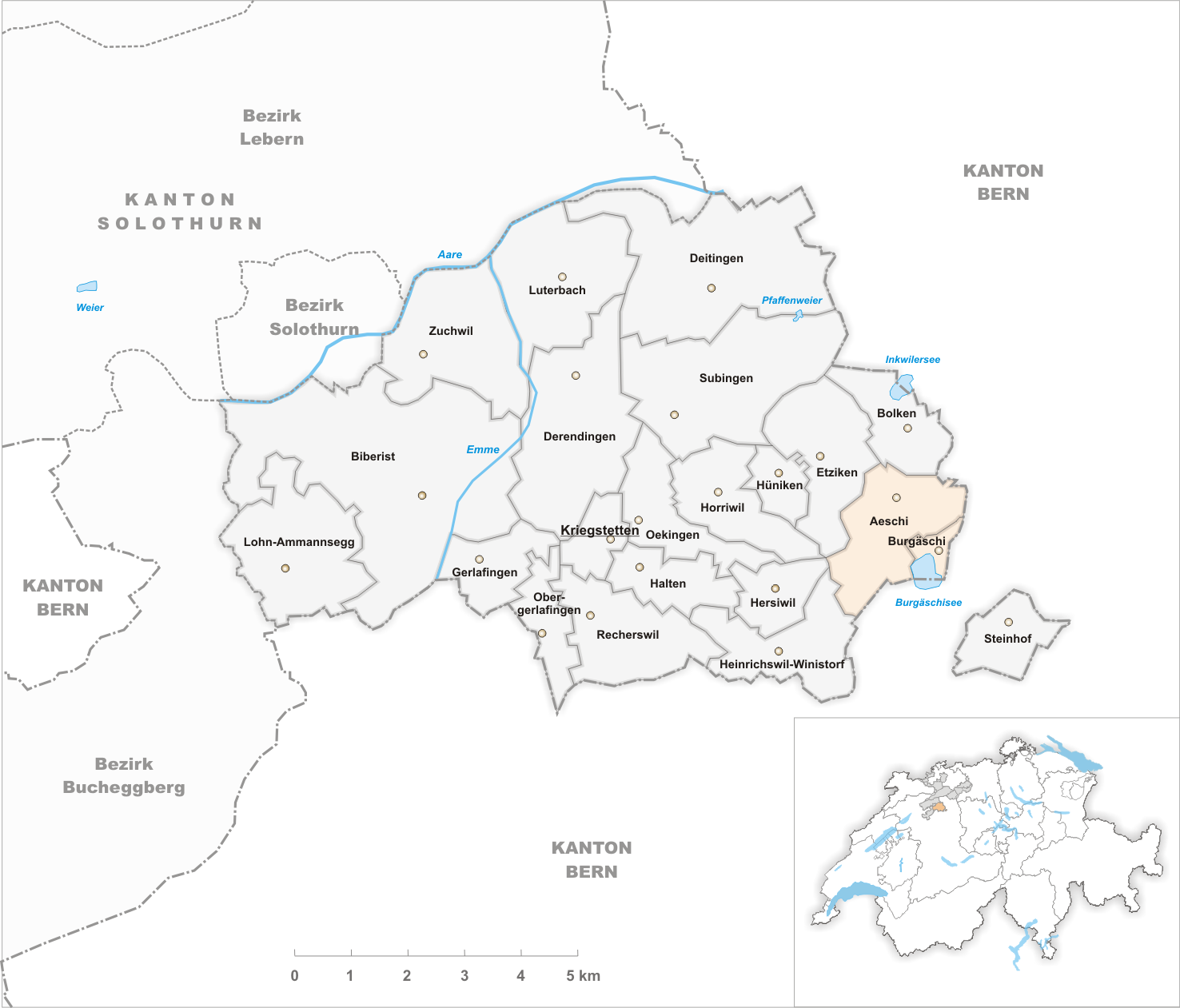
Gemeinden bis 1993
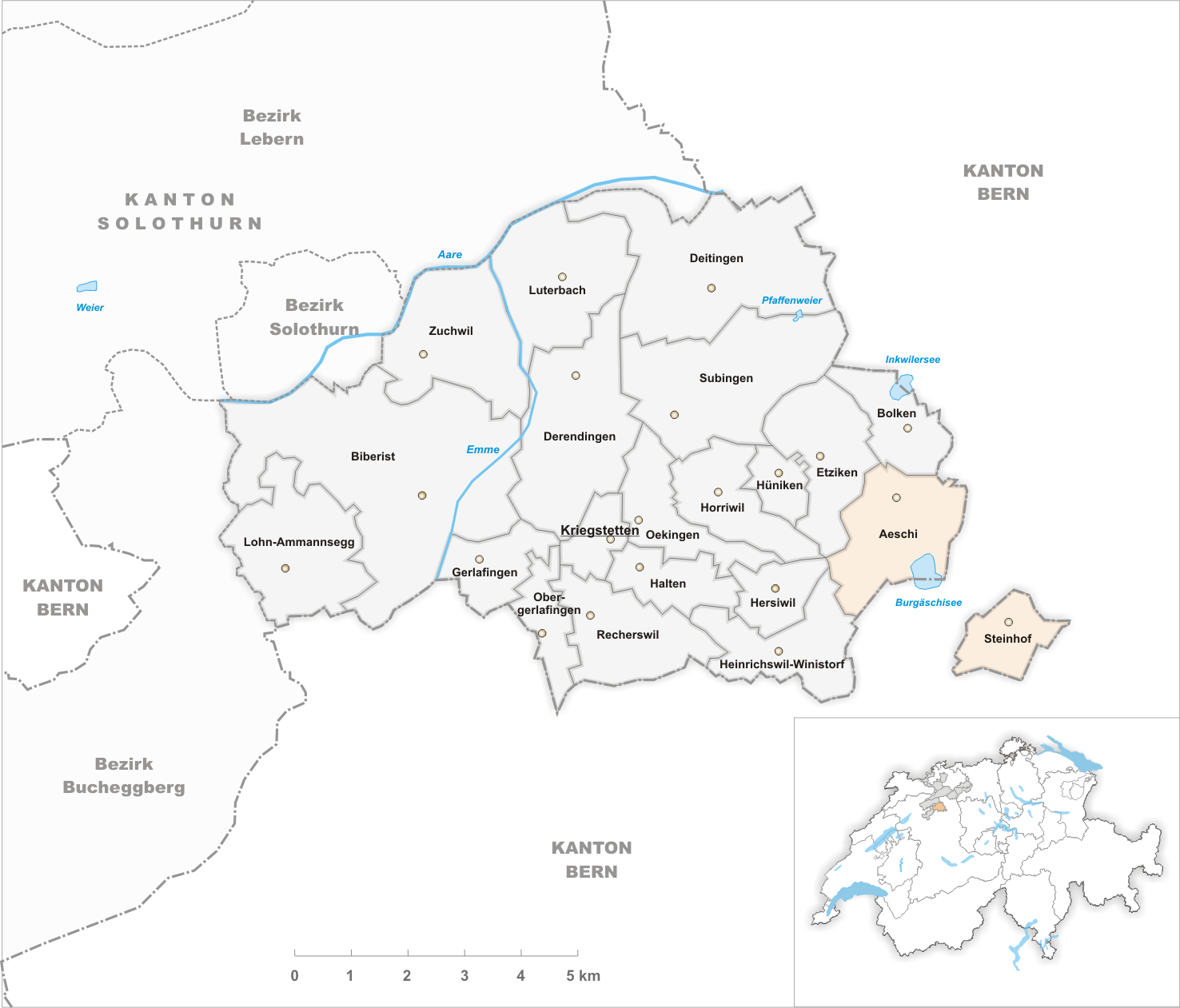
Gemeinden bis 2011
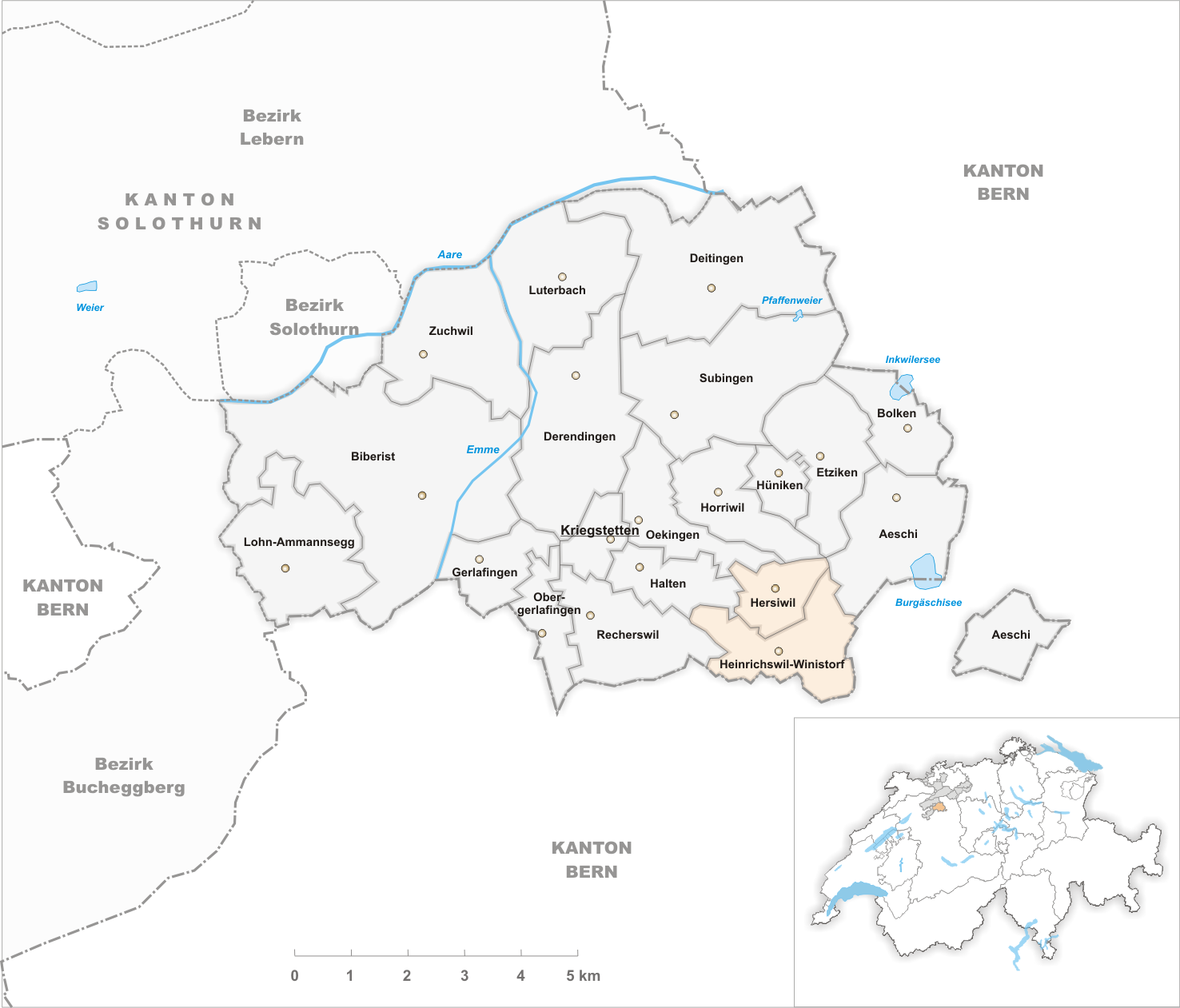
Gemeinden bis 2012

- 1939: Namensänderung von Niedergerlafingen  →  Gerlafingen

- 1993: Fusion Ammannsegg und Lohn  →  Lohn-Ammannsegg
- 1993: Fusion Heinrichswil und Winistorf  →  Heinrichswil-Winistorf

- 1994: Fusion Aeschi und Burgäschi  →  Aeschi

- 2012: Fusion Aeschi und Steinhof  →  Aeschi

- 2013: Fusion Heinrichswil-Winistorf und Hersiwil  →  Drei Höfe